# Shams
Shams est une association tunisienne de défense des droits LGBT fondée en 2015.

## Nom et logo
Son nom, qui signifie « soleil » en arabe, fait aussi référence au mystique chiite soufi Shams ed Dîn Tabrîzî qui aurait eu une histoire d'amour avec le poète Rûmî ; son logo représente deux derviches tourneurs en train de virevolter.

## Historique
Démarrée comme une initiative sur Facebook, l'association Shams obtient son visa d'activité le 17 mai 2015 et œuvre à une dépénalisation de l'homosexualité en Tunisie. Elle est alors la première organisation de défense des droits LGBT dans le registre des associations tunisiennes.
En janvier 2016, l'association « se voit priée de suspendre ses activités suite à une requête du chargé du contentieux de l'État » mais, le mois suivant, la justice statue que l'association peut reprendre ses activités. En février 2020, la Cour de cassation rejette la requête visant à la fermeture de l'association.
En 2017, l'association tourne un documentaire, Au pays de la démocratie naissante, qui décrit la situation précaire des minorités sexuelles en Tunisie. Le documentaire est diffusé sur YouTube et présenté dans plusieurs festivals de cinéma internationaux ainsi qu'à la Conférence internationale des LGBT francophones qui se tient à Montréal à l'été 2017.
En 2021, le président de Shams, Mounir Baatour, est condamné à un an de prison pour une publication sur Facebook jugée blasphématoire et dont il dément être l'auteur.

## Communication
Dans le courant de l'année 2017, l'association diversifie ses activités et se dote en avril d'un magazine en ligne, Shams Mag. Le magazine est publié en trois langues (arabe, français et anglais) et propose des rubriques consacrées à la santé, à la société et à la sexualité, dont des articles de fond et des interviews. Les articles sont publiés sous pseudonyme afin de préserver la vie privée de leurs auteurs, l'association ayant régulièrement reçu des menaces depuis sa création.
Le 18 décembre, Shams lance sa webradio, « Shams Rad », dont le slogan est « Dignité et égalité ». La radio, qui émet tous les jours de 8 h à minuit, diffuse de la musique (musique traditionnelle, variété et chants soufis), des analyses politiques, des témoignages, des actualités sociales et culturelles ainsi que des actualités et des analyses portant sur la vie des femmes et des minorités sexuelles. Parmi les participants figurent le président de Shams et cinq animateurs, dont Amina Sboui, une ancienne activiste des Femen. Pour le président de l'association Mounir Baatour, le but de la radio est de « banaliser le débat à propos de l'homosexualité ». L'annonce du lancement de la radio est faite le 11 décembre et vaut à son directeur une vague de menaces de mort ; la radio fait aussi face à un procès intenté par le Conseil national des imams et des cadres des mosquées.

## Direction
En 2017, Bouhdid Belhadi est responsable de la communication externe et des relations publiques et internationales puis directeur de la webradio « Shams Rad ».

## Reconnaissance
En 2017, l'association reçoit une médaille de la ville de Paris.

## Shams-France
Le 14 juin 2016, Shams-France est créée sur le modèle de cette association, afin d'aider les homosexuels maghrébins de France. En 2024, Anne Hidalgo lui décerne le prix international LGBTQIA+ dans la catégorie « prix francophone »,.